# نارگیل لطیف آب عشق
نارگیل لطیف آب عشق (به انگلیسی: The Tender Coconut Water of Love) فیلمی هندی محصول سال ۲۰۱۶ و به کارگردانی خالید رحمان است. در این فیلم بازیگرانی همچون بیجو منون، آصف علی، آشا شارات و راجیشا ویجایان ایفای نقش کرده‌اند.